# Équipe de Pologne féminine de football
Cet article traite de l'équipe féminine. Pour l'équipe masculine, voir Équipe de Pologne de football.
Maillots
L'équipe de Pologne féminine de football est constituée des meilleures joueuses polonaises, sous l'égide de la PZPN (Polski Zwiazek Pilki Noznej).
Après avoir joué son premier match en 1981, l'équipe a tenté de se qualifier pour chaque tournoi majeur à partir de l'Euro féminin de l'UEFA 1991. Elle a décroché sa première qualification pour un tournoi majeur, l'Euro féminin de l'UEFA 2025, après deux victoires sur l'Autriche au deuxième tour des barrages de qualification.

## Histoire
La Pologne a été l'une des premières nations d'Europe à développer le football féminin. Elle a aligné son équipe féminine pour la première fois en 1981, à l'occasion d'un match amical contre l'Italie. Les débuts de la Pologne se sont soldés par une défaite 0-3 à Catane.
Depuis sa création, la Pologne a connu peu de succès sur la scène internationale et n'a réussi à se qualifier pour aucun tournoi majeur, bien que l'équipe s'en soit approchée à plusieurs reprises. Cela est dû en grande partie au fait que la plupart des footballeuses polonaises ne sont pas professionnelles et qu'elles travaillent à temps partiel, contrairement à leurs homologues masculins, qui connaissent beaucoup plus de succès. Malgré leur statut de footballeuses à temps partiel, le fait que l'équipe ait connu une ascension fulgurante depuis les années 2010, en manquant de justesse de se qualifier pour l'Euro féminin de l'UEFA 2013 et 2022, ainsi que pour les Coupes du monde féminines de la FIFA 2011, 2015 et 2023, a été considéré comme un signe de croissance potentielle de l'équipe féminine.
Depuis la fin des années 2010, des efforts supplémentaires ont été déployés pour donner à l'équipe nationale féminine une plus grande reconnaissance. Après avoir échoué à se qualifier pour l'Euro féminin de l'UEFA 2022, le PZPN a entrepris une démarche de candidature pour l'Euro féminin de l'UEFA 2025, avec la mise en place d'un département de football féminin distinct, tandis que la ligue féminine nationale de Pologne, Ekstraliga, s'oriente également vers l'établissement d'un professionnalisme à temps plein à des dates non divulguées,.
En 2024, la Pologne n'a pas marqué le moindre point lors de son parcours de qualification pour l'UEFA Euro 2025. Après avoir remporté son groupe de l'UEFA Nations League 2023-24 et s'être ainsi qualifiée pour la première division des éliminatoires, elle était assurée d'une place en barrage pour le tournoi. Après avoir remporté les deux matches de barrage contre la Roumanie en octobre, et son premier match contre l'Autriche le mois suivant, la Pologne s'est qualifiée pour la première fois de son histoire pour une compétition majeure le 3 décembre en s'imposant 1-0 (2-0 sur l'ensemble des deux matches) contre les Autrichiennes. Lors de l'Euro 2025, la Pologne a perdu 0-2 contre l'Allemagne et 0-3 contre la Suède, et a battu le Danemark 3-2 lors du dernier match de la phase de groupe, obtenant ainsi une victoire historique et ses premiers buts et points lors d'un tournoi majeur.

## Classement FIFA
| Année              | 2003 | 2004 | 2005 | 2006 | 2007 | 2008 | 2009 | 2010 | 2011 | 2012 | 2013 | 2014 | 2015 | 2016 | 2017 | 2018 | 2019 | 2020 | 2021 | 2022 | 2023 | 2024 |
| ------------------ | ---- | ---- | ---- | ---- | ---- | ---- | ---- | ---- | ---- | ---- | ---- | ---- | ---- | ---- | ---- | ---- | ---- | ---- | ---- | ---- | ---- | ---- |
| Classement mondial | 32   | 32   | 27   | 28   | 27   | 31   | 31   | 30   | 33   | 31   | 31   | 35   | 31   | 31   | 30   | 34   | 30   | 29   | 30   | 30   | 29   | 28   |

## Palmarès

### Parcours enCoupe du monde
| Performances de la Pologne en Coupe du monde. \| Édition \| Performance \| J \| V \| N \| D \| BP \| BC \| \| ------- \| ------------- \| - \| - \| - \| - \| -- \| -- \| \| 1991 \| Non qualifiée \| - \| - \| - \| - \| - \| - \| \| 1995 \| Non qualifiée \| - \| - \| - \| - \| - \| - \| \| 1999 \| Non qualifiée \| - \| - \| - \| - \| - \| - \| \| 2003 \| Non qualifiée \| - \| - \| - \| - \| - \| - \| \| 2007 \| Non qualifiée \| - \| - \| - \| - \| - \| - \| \| 2011 \| Non qualifiée \| - \| - \| - \| - \| - \| - \| \| 2015 \| Non qualifiée \| - \| - \| - \| - \| - \| - \| \| 2019 \| Non qualifiée \| - \| - \| - \| - \| - \| - \| \| 2023 \| Non qualifiée \| - \| - \| - \| - \| - \| - \| \| 2027 \| À venir \| - \| - \| - \| - \| - \| - \| \| 2031 \| À venir \| - \| - \| - \| - \| - \| - \| \| 2035 \| À venir \| - \| - \| - \| - \| - \| - \| \| Total \| 0/9 \| 0 \| 0 \| 0 \| 0 \| 0 \| 0 \| |               |   |   |   |   |    |    |
| Édition | Performance   | J | V | N | D | BP | BC |
| 1991 | Non qualifiée | - | - | - | - | -  | -  |
| 1995 | Non qualifiée | - | - | - | - | -  | -  |
| 1999 | Non qualifiée | - | - | - | - | -  | -  |
| 2003 | Non qualifiée | - | - | - | - | -  | -  |
| 2007 | Non qualifiée | - | - | - | - | -  | -  |
| 2011 | Non qualifiée | - | - | - | - | -  | -  |
| 2015 | Non qualifiée | - | - | - | - | -  | -  |
| 2019 | Non qualifiée | - | - | - | - | -  | -  |
| 2023 | Non qualifiée | - | - | - | - | -  | -  |
| 2027 | À venir       | - | - | - | - | -  | -  |
| 2031 | À venir       | - | - | - | - | -  | -  |
| 2035 | À venir       | - | - | - | - | -  | -  |
| Total | 0/9           | 0 | 0 | 0 | 0 | 0  | 0  |

### Parcours enChampionnat d'Europe
| Performances de la Pologne à l'Euro. \| Édition \| Performance \| J \| V \| N \| D \| BP \| BC \| \| ------- \| ------------- \| - \| - \| - \| - \| -- \| -- \| \| 1984 \| Non inscrit \| - \| - \| - \| - \| - \| - \| \| 1987 \| Non inscrit \| - \| - \| - \| - \| - \| - \| \| 1989 \| Non inscrit \| - \| - \| - \| - \| - \| - \| \| 1991 \| Non qualifiée \| - \| - \| - \| - \| - \| - \| \| 1993 \| Non qualifiée \| - \| - \| - \| - \| - \| - \| \| 1995 \| Non qualifiée \| - \| - \| - \| - \| - \| - \| \| 1997 \| Non qualifiée \| - \| - \| - \| - \| - \| - \| \| 2001 \| Non qualifiée \| - \| - \| - \| - \| - \| - \| \| 2005 \| Non qualifiée \| - \| - \| - \| - \| - \| - \| \| 2009 \| Non qualifiée \| - \| - \| - \| - \| - \| - \| \| 2013 \| Non qualifiée \| - \| - \| - \| - \| - \| - \| \| 2017 \| Non qualifiée \| - \| - \| - \| - \| - \| - \| \| 2022 \| Non qualifiée \| - \| - \| - \| - \| - \| - \| \| 2025 \| 1er tour \| 3 \| 1 \| 0 \| 2 \| 3 \| 7 \| \| Total \| 1/14 \| 3 \| 1 \| 0 \| 2 \| 3 \| 7 \| |               |   |   |   |   |    |    |
| Édition | Performance   | J | V | N | D | BP | BC |
| 1984 | Non inscrit   | - | - | - | - | -  | -  |
| 1987 | Non inscrit   | - | - | - | - | -  | -  |
| 1989 | Non inscrit   | - | - | - | - | -  | -  |
| 1991 | Non qualifiée | - | - | - | - | -  | -  |
| 1993 | Non qualifiée | - | - | - | - | -  | -  |
| 1995 | Non qualifiée | - | - | - | - | -  | -  |
| 1997 | Non qualifiée | - | - | - | - | -  | -  |
| 2001 | Non qualifiée | - | - | - | - | -  | -  |
| 2005 | Non qualifiée | - | - | - | - | -  | -  |
| 2009 | Non qualifiée | - | - | - | - | -  | -  |
| 2013 | Non qualifiée | - | - | - | - | -  | -  |
| 2017 | Non qualifiée | - | - | - | - | -  | -  |
| 2022 | Non qualifiée | - | - | - | - | -  | -  |
| 2025 | 1er tour      | 3 | 1 | 0 | 2 | 3  | 7  |
| Total | 1/14          | 3 | 1 | 0 | 2 | 3  | 7  |